# Echetra obtusiceps
Echetra obtusiceps är en insektsart som först beskrevs av Stsl 1859.  Echetra obtusiceps ingår i släktet Echetra och familjen lyktstritar. Inga underarter finns listade i Catalogue of Life.